# كلود ويلسون
كلود ويلسون (بالإنجليزية: Claude Wilson)‏ هو لاعب كريكت ولاعب كرة قدم بريطاني (وحمل سابقاً جنسية المملكة المتحدة لبريطانيا العظمى وأيرلندا) في مركز الدفاع، ولد في 9 سبتمبر 1858، وتوفي في 7 يوليو 1881 بسبب فرط الحرارة. شارك مع منتخب إنجلترا لكرة القدم. أما مع النوادي، فقد لعب مع Oxford University A.F.C. ‏.

## وصلات خارجية
- كلود ويلسون على موقع قاعدة بيانات كرة القدم.إي يو (الإنجليزية)
- كلود ويلسون على موقع ناشيونال فوتبول تيمز (الإنجليزية)
- كلود ويلسون على موقع عالم كرة القدم.نت (الإنجليزية)